# Liste der Orte im Landkreis Forchheim
Die Liste der Orte im Landkreis Forchheim listet die 257 amtlich benannten Gemeindeteile (Hauptorte, Kirchdörfer, Pfarrdörfer, Dörfer, Weiler und Einöden) im Landkreis Forchheim auf.

## Systematische Liste
Alphabet der Städte und Gemeinden mit den zugehörigen Orten.
- Dormitz mit 2 Gemeindeteilen:
  - Pfarrdorf Dormitz
  - Einöde Erleinhof

- Stadt Ebermannstadt mit 17 Gemeindeteilen:
  - Hauptort Ebermannstadt
  - Pfarrdörfer Moggast und Niedermirsberg
  - Kirchdörfer Gasseldorf, Rüssenbach und Wohlmuthshüll
  - Dörfer Breitenbach, Buckenreuth, Burggaillenreuth, Eschlipp, Kanndorf, Neuses, Poxstall, Windischgaillenreuth und Wolkenstein
  - Weiler Rothenbühl
  - Einöde Thosmühle

- Effeltrich mit 2 Gemeindeteilen:
  - Pfarrdorf Effeltrich
  - Kirchdorf Gaiganz

- Markt Eggolsheim mit 13 Gemeindeteilen:
  - Hauptort Eggolsheim
  - Pfarrdörfer Drosendorf am Eggerbach und Drügendorf
  - Kirchdörfer Schirnaidel und Tiefenstürmig
  - Dörfer Bammersdorf, Götzendorf, Kauernhofen, Neuses an der Regnitz, Rettern, Unterstürmig und Weigelshofen
  - Altersheim Jägersburg

- Markt Egloffstein mit 16 Gemeindeteilen:
  - Hauptort Egloffstein
  - Pfarrdorf Affalterthal
  - Kirchdorf Bieberbach
  - Dörfer Äpfelbach, Egloffsteinerhüll, Hammerbühl, Hundsboden, Hundshaupten, Schlehenmühle und Schweinthal
  - Weiler Dietersberg, Hammerthoos, Mostviel und Rothenhof
  - Mühle Bärenthal
  - Einöde Hammermühle

- Stadt Forchheim mit 7 Gemeindeteilen:
  - Hauptort Forchheim
  - Pfarrdörfer Buckenhofen, Burk, Kersbach und Reuth
  - Dorf Serlbach
  - Weiler Sigritzau

- Markt Gößweinstein mit 31 Gemeindeteilen:
  - Hauptort Gößweinstein
  - Kirchdörfer Kleingesee und Wichsenstein
  - Dörfer Allersdorf, Behringersmühle, Bösenbirkig, Etzdorf, Hardt, Hartenreuth, Hühnerloh, Hungenberg, Kohlstein, Leimersberg, Leutzdorf, Moritz, Morschreuth, Sachsendorf, Sattelmannsburg, Stadelhofen, Ühleinshof, Unterailsfeld und Wölm
  - Weiler Geiselhöhe, Liebenau, Moschendorf, Sachsenmühle und Türkelstein
  - Einöden Altenthal, Prügeldorf, Schweigelberg und Stempfermühle

- Stadt Gräfenberg mit 15 Gemeindeteilen:
  - Hauptort Gräfenberg
  - Pfarrdorf Thuisbrunn
  - Kirchdorf Walkersbrunn
  - Dörfer Gräfenbergerhüll, Guttenburg, Haidhof, Höfles, Hohenschwärz, Kasberg, Lilling und Sollenberg
  - Weiler Neusles, Rangen und Schlichenreuth
  - Einöde Dörnhof

- Hallerndorf mit 9 Gemeindeteilen:
  - Pfarrdörfer Hallerndorf, Pautzfeld, Schnaid und Willersdorf
  - Kirchdorf Schlammersdorf
  - Dörfer Haid, Stiebarlimbach und Trailsdorf
  - Einöde Kreuzberg

- Hausen mit 2 Gemeindeteilen:
  - Pfarrdorf Hausen
  - Kirchdorf Wimmelbach

- Heroldsbach mit 4 Gemeindeteilen:
  - Pfarrdorf Heroldsbach
  - Kirchdorf Oesdorf
  - Dörfer Poppendorf und Thurn

- Hetzles mit 2 Gemeindeteilen:
  - Pfarrdorf Hetzles
  - Dorf Honings

- Markt Hiltpoltstein mit 12 Gemeindeteilen:
  - Hauptort Hiltpoltstein
  - Dörfer Almos, Großenohe, Kappel, Kemmathen, Möchs und Schossaritz
  - Weiler Erlastrut, Görbitz, Göring und Wölfersdorf
  - Einöde Spiesmühle

- Markt Igensdorf mit 25 Gemeindeteilen:
  - Pfarrdörfer Igensdorf, Kirchrüsselbach und Stöckach
  - Dörfer Affalterbach, Dachstadt, Etlaswind, Letten, Mitteldorf, Mittelrüsselbach, Oberlindelbach, Oberrüsselbach, Pettensiedel, Pommer, Unterlindelbach und Unterrüsselbach
  - Weiler Lettenmühle, Lindenhof und Weidenbühl
  - Einöden Bodengrub, Bremenhof, Eichenmühle, Haselhof, Lindenmühle, Neusleshof und Weidenmühle

- Kirchehrenbach mit 2 Gemeindeteilen:
  - Pfarrdorf Kirchehrenbach
  - Kapelle St. Walpurgis auf der Ehrenbürg

- Kleinsendelbach mit 5 Gemeindeteilen:
  - Kirchdorf Kleinsendelbach
  - Dörfer Schellenberg und Steinbach
  - Einöden Neubau und Schleinhof

- Kunreuth mit 4 Gemeindeteilen:
  - Pfarrdörfer Kunreuth und Weingarts
  - Kirchdorf Regensberg
  - Dorf Ermreus

- Langensendelbach mit 2 Gemeindeteilen:
  - Pfarrdorf Langensendelbach
  - Dorf Bräuningshof

- Leutenbach mit 7 Gemeindeteilen:
  - Pfarrdorf Leutenbach
  - Kirchdörfer Mittelehrenbach und Oberehrenbach
  - Dörfer Dietzhof, Ortspitz und Seidmar
  - Wallfahrtskirche (-kapelle) St. Moritz

- Neunkirchen am Brand mit 11 Gemeindeteilen:
  - Hauptort Neunkirchen am Brand
  - Pfarrdorf Ermreuth
  - Kirchdörfer Großenbuch, Rödlas und Rosenbach
  - Dörfer Baad, Ebersbach und Gleisenhof
  - Weiler Wellucken
  - Einöden Saarmühle und Vogelhof

- Obertrubach mit 16 Gemeindeteilen:
  - Pfarrdorf Obertrubach
  - Kirchdörfer Bärnfels, Geschwand und Untertrubach
  - Dörfer Dörfles, Herzogwind, Hundsdorf, Linden, Neudorf und Wolfsberg
  - Weiler Haselstauden und Sorg
  - Einöden Hackermühle, Reichelsmühle, Schlöttermühle und Ziegelmühle

- Pinzberg mit 5 Gemeindeteilen:
  - Pfarrdorf Pinzberg
  - Kirchdörfer Dobenreuth und Gosberg
  - Dorf Elsenberg
  - Einöde Steingraben

- Poxdorf mit dem gleichnamigen Kirchdorf

- Markt Pretzfeld mit 12 Gemeindeteilen:
  - Hauptort Pretzfeld
  - Pfarrdorf Hetzelsdorf
  - Kirchdorf Wannbach
  - Dörfer Hagenbach, Lützelsdorf, Oberzaunsbach, Poppendorf, Unterzaunsbach und Urspring
  - Weiler Eberhardstein und Kolmreuth
  - Einöde Pfaffenloh

- Unterleinleiter mit 2 Gemeindeteilen:
  - Pfarrdorf Unterleinleiter
  - Dorf Dürrbrunn

- Weilersbach mit 5 Gemeindeteilen:
  - Pfarrdorf Unterweilersbach
  - Kirchdorf Reifenberg
  - Dörfer Mittlerweilersbach und Oberweilersbach
  - Siedlung Ehrlersheim

- Weißenohe mit 5 Gemeindeteilen:
  - Pfarrdorf Weißenohe
  - Dorf Dorfhaus
  - Einöden Mönchsberg/Fuchsberg, Sonnenberg und Weinberg

- Wiesenthau mit 2 Gemeindeteilen:
  - Pfarrdorf Wiesenthau
  - Kirchdorf Schlaifhausen

- Markt Wiesenttal mit 21 Gemeindeteilen:
  - ehemaliger Markt Muggendorf
  - Pfarrdörfer Streitberg und Wüstenstein
  - Dörfer Albertshof, Birkenreuth, Draisendorf, Engelhardsberg, Gößmannsberg, Neudorf, Niederfellendorf, Oberfellendorf, Störnhof, Trainmeusel, Voigendorf und Wohlmannsgesees
  - Weiler Rauhenberg und Wöhr
  - Einöden Haag, Kuchenmühle, Schottersmühle und Wartleiten

## Alphabetische Liste
In Fettschrift erscheinen die Orte, die namengebend für die Gemeinde sind.

### A
- Affalterbach zu Igensdorf
- Affalterthal zu Egloffstein
- Albertshof zu Wiesenttal
- Allersdorf zu Gößweinstein
- Almos zu Hiltpoltstein
- Altenthal zu Gößweinstein
- Äpfelbach zu Egloffstein

### B
- Baad zu Neunkirchen a.Brand
- Bammersdorf zu Eggolsheim
- Bärenthal zu Egloffstein
- Bärnfels zu Obertrubach
- Behringersmühle zu Gößweinstein
- Bieberbach zu Egloffstein
- Birkenreuth zu Wiesenttal
- Bodengrub zu Igensdorf
- Bösenbirkig zu Gößweinstein
- Bräuningshof zu Langensendelbach
- Breitenbach zu Ebermannstadt
- Bremenhof zu Igensdorf
- Buckenhofen zu Forchheim
- Buckenreuth zu Ebermannstadt
- Burggaillenreuth zu Ebermannstadt
- Burk zu Forchheim

### D
- Dachstadt zu Igensdorf
- Dietersberg zu Egloffstein
- Dietzhof zu Leutenbach
- Dobenreuth zu Pinzberg
- Dorfhaus zu Weißenohe
- Dörfles zu Obertrubach
- Dormitz
- Dörnhof zu Gräfenberg
- Draisendorf zu Wiesenttal
- Drosendorf am Eggerbach zu Eggolsheim
- Drügendorf zu Eggolsheim
- Dürrbrunn zu Unterleinleiter

### E
- Eberhardstein zu Pretzfeld
- Ebermannstadt
- Ebersbach zu Neunkirchen a.Brand
- Effeltrich
- Eggolsheim
- Egloffstein
- Egloffsteinerhüll zu Egloffstein
- Ehrlersheim zu Weilersbach
- Eichenmühle zu Igensdorf
- Elsenberg zu Pinzberg
- Engelhardsberg zu Wiesenttal
- Erlastrut zu Hiltpoltstein
- Erleinhof zu Dormitz
- Ermreus zu Kunreuth
- Ermreuth zu Neunkirchen a.Brand
- Eschlipp zu Ebermannstadt
- Etlaswind zu Igensdorf
- Etzdorf zu Gößweinstein

### F
- Forchheim

### G
- Gaiganz zu Effeltrich
- Gasseldorf zu Ebermannstadt
- Geiselhöhe zu Gößweinstein
- Geschwand zu Obertrubach
- Gleisenhof zu Neunkirchen a.Brand
- Görbitz zu Hiltpoltstein
- Göring zu Hiltpoltstein
- Gosberg zu Pinzberg
- Gößmannsberg zu Wiesenttal
- Gößweinstein
- Götzendorf zu Eggolsheim
- Gräfenberg
- Gräfenbergerhüll zu Gräfenberg
- Großenbuch zu Neunkirchen a.Brand
- Großenohe zu Hiltpoltstein
- Guttenburg zu Gräfenberg

### H
- Haag zu Wiesenttal
- Hackermühle zu Obertrubach
- Hagenbach zu Pretzfeld
- Haid zu Hallerndorf
- Haidhof zu Gräfenberg
- Hallerndorf
- Hammerbühl zu Egloffstein
- Hammermühle zu Egloffstein
- Hammerthoos zu Egloffstein
- Hardt zu Gößweinstein
- Hartenreuth zu Gößweinstein
- Haselhof zu Igensdorf
- Haselstauden zu Obertrubach
- Hausen
- Heroldsbach
- Herzogwind zu Obertrubach
- Hetzelsdorf zu Pretzfeld
- Hetzles
- Hiltpoltstein
- Höfles zu Gräfenberg
- Hohenschwärz zu Gräfenberg
- Honings zu Hetzles
- Hühnerloh zu Gößweinstein
- Hundsboden zu Egloffstein
- Hundsdorf zu Obertrubach
- Hundshaupten zu Egloffstein
- Hungenberg zu Gößweinstein

### I
- Igensdorf

### J
- Jägersburg zu Eggolsheim

### K
- Kanndorf zu Ebermannstadt
- Kappel zu Hiltpoltstein
- Kasberg zu Gräfenberg
- Kauernhofen zu Eggolsheim
- Kemmathen zu Hiltpoltstein
- Kersbach zu Forchheim
- Kirchehrenbach
- Kirchrüsselbach zu Igensdorf
- Kleingesee zu Gößweinstein
- Kleinsendelbach
- Kohlstein zu Gößweinstein
- Kolmreuth zu Pretzfeld
- Kreuzberg zu Hallerndorf
- Kuchenmühle zu Wiesenttal
- Kunreuth

### L
- Langensendelbach
- Leimersberg zu Gößweinstein
- Letten zu Igensdorf
- Lettenmühle zu Igensdorf
- Leutenbach
- Leutzdorf zu Gößweinstein
- Liebenau zu Gößweinstein
- Lilling zu Gräfenberg
- Linden zu Obertrubach
- Lindenhof zu Igensdorf
- Lindenmühle zu Igensdorf
- Lützelsdorf zu Pretzfeld

### M
- Mitteldorf zu Igensdorf
- Mittelehrenbach zu Leutenbach
- Mittelrüsselbach zu Igensdorf
- Mittlerweilersbach zu Weilersbach
- Möchs zu Hiltpoltstein
- Moggast zu Ebermannstadt
- Mönchsberg (Weißenohe)/Fuchsberg zu Weißenohe
- Moritz zu Gößweinstein
- Morschreuth zu Gößweinstein
- Moschendorf zu Gößweinstein
- Mostviel zu Egloffstein
- Muggendorf zu Wiesenttal

### N
- Neubau zu Kleinsendelbach
- Neudorf zu Obertrubach
- Neudorf zu Wiesenttal
- Neunkirchen am Brand
- Neuses zu Ebermannstadt
- Neuses an der Regnitz zu Eggolsheim
- Neusles zu Gräfenberg
- Neusleshof zu Igensdorf
- Niederfellendorf zu Wiesenttal
- Niedermirsberg zu Ebermannstadt

### O
- Oberehrenbach zu Leutenbach
- Oberfellendorf zu Wiesenttal
- Oberlindelbach zu Igensdorf
- Oberrüsselbach zu Igensdorf
- Obertrubach
- Oberweilersbach zu Weilersbach
- Oberzaunsbach zu Pretzfeld
- Oesdorf zu Heroldsbach
- Ortspitz zu Leutenbach

### P
- Pautzfeld zu Hallerndorf
- Pettensiedel zu Igensdorf
- Pfaffenloh zu Pretzfeld
- Pinzberg
- Pommer zu Igensdorf
- Poppendorf zu Heroldsbach
- Poppendorf zu Pretzfeld
- Poxdorf
- Poxstall zu Ebermannstadt
- Pretzfeld
- Prügeldorf zu Gößweinstein

### R
- Rangen zu Gräfenberg
- Rauhenberg zu Wiesenttal
- Regensberg zu Kunreuth
- Reichelsmühle zu Obertrubach
- Reifenberg zu Weilersbach
- Rettern zu Eggolsheim
- Reuth zu Forchheim
- Rödlas zu Neunkirchen a.Brand
- Rosenbach zu Neunkirchen a.Brand
- Rothenbühl zu Ebermannstadt
- Rothenhof zu Egloffstein
- Rüssenbach zu Ebermannstadt

### S
- Saarmühle zu Neunkirchen a.Brand
- Sachsendorf zu Gößweinstein
- Sachsenmühle zu Gößweinstein
- Sattelmannsburg zu Gößweinstein
- Schellenberg zu Kleinsendelbach
- Schirnaidel zu Eggolsheim
- Schlaifhausen zu Wiesenthau
- Schlammersdorf zu Hallerndorf
- Schlehenmühle zu Egloffstein
- Schleinhof zu Kleinsendelbach
- Schlichenreuth zu Gräfenberg
- Schlöttermühle zu Obertrubach
- Schnaid zu Hallerndorf
- Schossaritz zu Hiltpoltstein
- Schottersmühle zu Wiesenttal
- Schweigelberg zu Gößweinstein
- Schweinthal zu Egloffstein
- Seidmar zu Leutenbach
- Serlbach zu Forchheim
- Sigritzau zu Forchheim
- Sollenberg zu Gräfenberg
- Sonnenberg zu Weißenohe
- Sorg zu Obertrubach
- Spiesmühle zu Hiltpoltstein
- St. Moritz zu Leutenbach
- St. Walpurgis zu Kirchehrenbach
- Stadelhofen zu Gößweinstein
- Steinbach zu Kleinsendelbach
- Steingraben zu Pinzberg
- Stempfermühle zu Gößweinstein
- Stiebarlimbach zu Hallerndorf
- Stöckach zu Igensdorf
- Störnhof zu Wiesenttal
- Streitberg zu Wiesenttal

### T
- Thosmühle zu Ebermannstadt
- Thuisbrunn zu Gräfenberg
- Thurn zu Heroldsbach
- Tiefenstürmig zu Eggolsheim
- Trailsdorf zu Hallerndorf
- Trainmeusel zu Wiesenttal
- Türkelstein zu Gößweinstein

### U
- Ühleinshof zu Gößweinstein
- Unterailsfeld zu Gößweinstein
- Unterleinleiter
- Unterlindelbach zu Igensdorf
- Unterrüsselbach zu Igensdorf
- Unterstürmig zu Eggolsheim
- Untertrubach zu Obertrubach
- Unterweilersbach zu Weilersbach
- Unterzaunsbach zu Pretzfeld
- Urspring zu Pretzfeld

### V
- Vogelhof zu Neunkirchen a.Brand
- Voigendorf zu Wiesenttal

### W
- Walkersbrunn zu Gräfenberg
- Wannbach zu Pretzfeld
- Wartleiten zu Wiesenttal
- Weidenbühl zu Igensdorf
- Weidenmühle zu Igensdorf
- Weigelshofen zu Eggolsheim
- Weinberg zu Weißenohe
- Weingarts zu Kunreuth
- Weißenohe
- Wellucken zu Neunkirchen a.Brand
- Wichsenstein zu Gößweinstein
- Wiesenthau
- Willersdorf zu Hallerndorf
- Wimmelbach zu Hausen
- Windischgaillenreuth zu Ebermannstadt
- Wohlmannsgesees zu Wiesenttal
- Wohlmuthshüll zu Ebermannstadt
- Wöhr zu Wiesenttal
- Wölfersdorf zu Hiltpoltstein
- Wolfsberg zu Obertrubach
- Wolkenstein zu Ebermannstadt
- Wölm zu Gößweinstein
- Wüstenstein zu Wiesenttal

### Z
- Ziegelmühle zu Obertrubach

| ↑ Zurück zum Inhaltsverzeichnis |